# Mixacarus suoxiensis
Mixacarus suoxiensis är en kvalsterart som beskrevs av Hu och Xiaolin Wang 1989. Mixacarus suoxiensis ingår i släktet Mixacarus och familjen Lohmanniidae. Inga underarter finns listade i Catalogue of Life.